# Chamunda
Chamunda (sanskrt चामुण्डा, Cāmuṇḍā) — također poznata kao Chamundi, Chamundeshwari, Charchika i Rakta Kali — hinduistička je božica koja predstavlja strašan oblik Devi te je jedna od sedam Matrika (božice-majke), kao i pratiteljica božice-ratnice Durge. Chamundino ime je složenica imenâ demona Chande i Munde, koje je Chamunda ubila. Blisko je povezana s Kali, koja je također razarajući aspekt Devi, a neki ju štovatelji povezuju i s Parvati.
Za Chamundu se kaže da pohodi mjesta kremacije, kao i stabla smokvi.

## Kult
U drevna vremena, Chamundi su prinošene ljudske žrtve, dok je danas u hinduizmu štovana pomoću životinjskih žrtvi i žrtvi u vinu. Božica je postala dio džainizma, ali tamo joj prinose žrtve u biljkama.

## Ikonografija i mitologija
Često ju prikazuju s ogrlicom (mundamala) od lubanja ili odrubljenih glava. Prema hinduističkom tekstu Devi Mahatmya, Chamunda se pojavila kao Chandika Jayasundara iz obrve božice Kaushiki, koja je Durgina kći. Tekst Matsya Purana kaže da je Chamundu stvorio bog Šiva.